# Камбале, Мэттьюз
Мэттьюз Камбале (англ. Matthews Kambale; род. 27 декабря 1952) — малавийский легкоатлет, выступавший в беге на длинные дистанции и марафонском беге. Участник летних Олимпийских игр 1972 и 1984 годов.

## Биография
Мэттьюз Камбале родился 27 декабря 1952 года.
В 1972 году вошёл в состав сборной Малави на летних Олимпийских играх в Мюнхене. В марафонском беге занял 56-е место, показав результат 2 часа 45 минут 50,0 секунды и уступив 33 минуты 30,2 секунды завоевавшему золото Фрэнку Шортеру из США.
В 1982 году участвовал в Играх Содружества в Брисбене, где занял 26-е место в марафоне (2:33.34).
В 1984 году вошёл в состав сборной Малави на летних Олимпийских играх в Лос-Анджелесе. В беге на 10 000 метров занял в полуфинале 12-е место с результатом 30 минут 47,73 секунды, уступив 2 минуты 16,60 секунды попавшему в финал с 5-го места Нику Роузу из Великобритании. В марафонском беге не завершил дистанцию.

## Личные рекорды
- Бег на 10 000 метров — 30.47,73 (3 августа 1984, Лос-Анджелес)[5]
- Марафон — 2:25.37 (1984)[5]